# Jean-Jacques Dessalines Ambroise
Jean-Jacques Dessalines Ambroise ou Jean-Jacques Ambroise (1923-1965) foi um professor de história, escritor e sindicalista haitiano, fundador do Partido Popular para a Libertação Nacional em 1954.
Jean-Jacques Dessalines Ambroise nasceu em 7 de setembro de 1923 em Jacmel. Ele é descendente de Magloire Ambroise (1774-1807), oficial superior do exército colonial francês e general do exército revolucionário haitiano, herói da independência do Haiti e cossignatário do Ato de Independência da República do Haiti de 1 de janeiro de 1804.
Casou-se com Lucette Lafontant, com quem terá dois filhos.
Em 1954, foi um dos fundadores e dirigente do Partido Popular de Libertação Nacional (PPLN). Esse partido congrega um certo número de militantes marxistas e comunistas do antigo Partido Socialista Popular.
Em agosto de 1965, Jean-Jacques Ambroise foi preso juntamente sua esposa, grávida de alguns meses, pela milícia Tontons macoutes do ditador François Duvalier. Alix Ambroise, primo Jean-Jacques e seu filho Rudy, então com 14 anos, foram detidos com o casal. Emmanuel Ambroise, irmão de Jean-Jacques, também é preso e torturado.
Em 3 de agosto de 1965, Lucette Lafontant e Jean-Jacques Ambroise são assassinados após serem interrogados e torturados na prisão de Fort Dimanche pela milícia da ditadura duvalierista.